# David Stewart (Maryland)

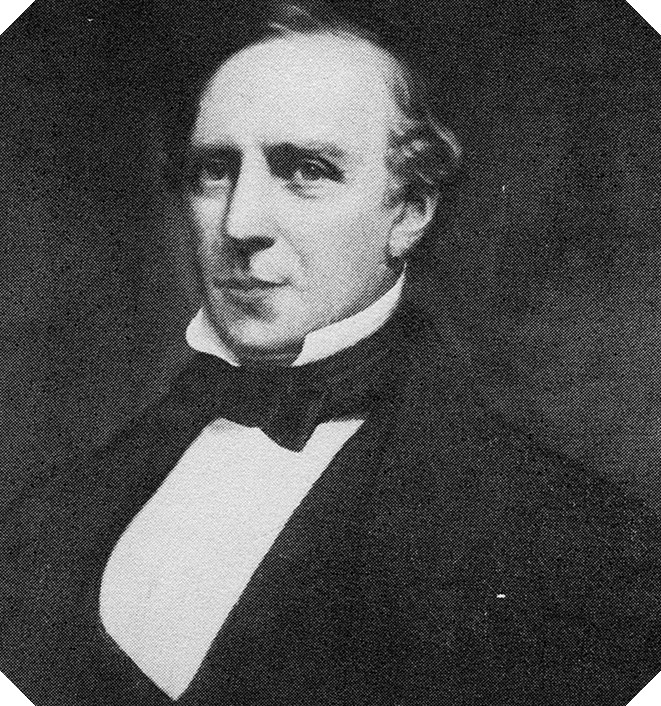
David Stewart

David Stewart, född 13 september 1800 i Baltimore, död 5 januari 1858 i Baltimore, var en amerikansk politiker (whig). Han representerade delstaten Maryland i USA:s senat 1849–1850.
Stewart studerade vid College of New Jersey (numera Princeton University) i Princeton, New Jersey och utexaminerades sedan 1819 från Union College i Schenectady. Han studerade sedan juridik och inledde sin karriär som advokat i Baltimore.
Senator Reverdy Johnson avgick 1849 och Stewart blev utnämnd till senaten. Han efterträddes 1850 av Thomas Pratt.
Stewart avled 1858 och gravsattes på Westminster Burial Ground i Baltimore.